# Костас Мартакис
Ко̀стас Марта̀кис (на гръцки: Κώστας Μαρτάκης) е гръцки певец, модел, телевизионен водещ и актьор, който става известен, след като се появява в гръцкото шоу за таланти „Dream Show“ – излъчен от Alpha TV през 2006 г. Той е издал пет студийни албума и участва в гръцкия национален финал за Песенен конкурс Евровизия през 2008 и 2014 г. През 2011 г. той участва във втория сезон на Гърция „Dancing with the Stars“, а третата година като водещ в бекстейджа. През 2013 г. взима участие в първия сезон на „Като две капки вода“. От 2015 г. е един от водещите на предаването „Kalimeroudia“.

## Биография

### Ранен живот
Мартакис е роден на 25 май 1984 г. в Атина в семейството на Ница Лимберопулу и Никос Политис. Той има по-голяма сестра, след като родителите му се развеждат, Мартакис живее с майка си, която му ражда по-малък брат. До 22-годишен се занимава с тренирането на баскетбол.

### 2006–2007 г.: Dream Show и първи албум
Преди да стане известен Мартакис учи компютърни технологии в Американския колеж в Гърция. Той се появява в шоуто за таланти „Dream Show“, след което подписва договор със Sony BMG Greece и издава първата си песен "Panta mazi“ /Винаги заедно/. През зимата на 2006 г. пее заедно с Деспина Ванди и Йоргос Мазонакис в нощен клуб „REX“, а през лятото на 2007 г. пее в летен клуб „Romeo“ с Кели Келекиду и Дионисис Макрис.
През юни 2007 г. е реализиран пъврия му студиен албум „Anatropi“ /Обрат/, който е добре приет. Освен заглавната песен в големи хитове се превръщат песните „Thelo epigondos diakopes“ /Искам спешно почивка/, „Nai“ /Да/, „As tous na lene“ /Нека да говорят/ и баладата „Oneira megala“ /Големи мечти/, видеото към песента е заснето в Русия.
Същата година взима участие на международния конкурс „New Wave Festival“ в Латвия и печели второ място, а в публичното гласуване е първи.

### 2008 г.: Гръцки национален финал за Евровизия
С нарастващата му популярност Мартакис е избран за гръцкия национален финал за Евровизия. Той се представя с песента „Aways and Forever“ /Винаги и завинаги/ по музика на Димитрис Кондопулос и текст на Вики Геротодору. Песента е записана в два различни стила, като поп-рок версията е трябвало да бъде представена на конкурса, но се представя с денс версията. Мартакис заема второто място.
През 2008 „Anatropi“ e преиздаден и е клипирана нова песен „Fila me“ /Целувай ме/, която се превръща в летен хит. През ноември известен американски канал включва Мартакис в своя класация „25-те най-секси мъже в света“, описвайки го като „гръцки Бог“.

### 2009–2010 г.:Pio Konta
През 2009 г. Костас Мартакис се премества в Universal Music Greece и става широко популярен.
На 12.11 е издаден втория му албум „Pio konta“ /По-близо/, който включва 10 песни и 1 на английски език. Тотални хитове от албума стават песните „Pio konta“, „Pote“ /Никога/, и „Kano o, ti thes“ /Правя каквото искаш/. Успех има и дуетът му с Деси Слава „Agapi mou (Loving You)“ /Любов моя/. Албумът е сертифициран като платинен по продажби.

### 2011–2012 г.:Sex Indigo,Dancing with the StarsиEntasi
В началото на 2011 г. Мартакис участва във втория сезона на предаването „Dancing with the Stars“, той се класира на второ място в шоуто. През март той заминава за Москва, за да запише дует със звездата Diana Diez. Песента носи заглавието „Sex Indigo“, а гръцката версия на песента е със заглавие „Vres ton tropo“ /Намери начин/. На 18 април Мартакис пуска нова песен „Agries diatheseis“ /Диви настроения/, а през май излиза и видеоклипът към песента, превръщайки я в тотален хит. През октомври заснема нежната поп балада „I agkalia mou“ /Прегръдката ми/, която е водещата песен от предстоящия му албум. На 5 декември е освободен албумът „Entasi“ /Напрежение/, а видеоото към песента се завърта в първите дни на 2012 г.
През есента на 2012 г. е освободена нова песен и видео към нея „Mou pires kati“ /Отне ми нещо/, която бележи голям успех.

### 2013–2016 г.:Panik Platinum и нов албум
През 2013 г. Костас Мартакис подписва с Platinum Records и издава песента „Tatouaz“ /Татуировка/. През пролетта подписва с Panik Records под лейбъла Panik Platinum. През юни излиза нов голям хит „Ta kalokairina ta s' agapo“ /Летните обичам те/. През лятото съвместно с DJ Kas издават песента „Paradise“ /Рай/. На 20 септември Мартакис пуска ново парче „Mathimatika“ /Математика/, а по-късно заснема и видео към песента. На 23 декември е издаден четвъртия му студиен албум със заглавие „An kapou kapote“ /Ако някъде някога/. Заглавната песен получава видеоклип в първите дни на 2014 г. и се превръща в голям хит.
През пролетта на 2014 г. отново взима участие на гръцкия финал на Евровизия с песента „Kanenas den me stamata“ /Никой не ме спира/. През лятото пуска нова песен и клип „Ta kalitera“ /Най-доброто/ в дует с Миденистис. През есента издава баладата „Monos mou“ /Сам/.
На 16 март 2015 Мартакис пуска „Oute ikseres“ /Нито знаеше/ и започва съвместна работа с известния автор Кирякос Пападопулос. На 22 юни е реализирана нова песен и видеоклип „Pes to Nai“ /Кажи Да/, песента е летният хит на певеца. През есента излиза баладата „Ego tha figo“ /Аз ще си отида/.
В началото на 2016 г. Мартакис обявява, че ще издаде нов албум през пролетта. През март е пуснат нов сингъл озаглавен „Panta tha zeis“ /Винаги ще живееш/. Петият студиен албум на Костас Мартакис излиза на 28 март и е озаглавен „Sinora“ /Граница/. Албумът съдържа 10 песни по музика на Кирякос Пападопулос и текстове на най-известните гръцки текстописци – Елени Янацулия, Наталия Герману, Илияс Филипу, Вики Геротодору, Еви Друца и Йоргос Цопанис.
Мартакис заминава на турне в Австралия през май, след завръщането му от турнето „An kapou kapote“ е обявен за платинен, а „Sinora“ за златен по продажби.

## Номинации и награди
Костас Мартакис е номиниран за MAD Video Music Awards 28 пъти. Носител е на 2 награди – „Нов артист“ през 2007 г. и „Артист на Кипър“ през 2014 г. Най-много е номиниран в категориите „Най-добър певец“ – 5 пъти и „Секси видеоклип“ – 4 пъти, но не е печелил нито веднъж.

## Дискография

### Студийни албуми
| Година | Име             | Превод            |
| ------ | --------------- | ----------------- |
| 2007   | Anatropi        | Обрат             |
| 2009   | Pio Konta       | По-близо          |
| 2011   | Entasi          | Напрежение        |
| 2013   | An Kapou Kapote | Ако някъде някога |
| 2016   | Sinora          | Граница           |

### CD-сингли
| Година | Име               | Превод            |
| ------ | ----------------- | ----------------- |
| 2006   | Panta Mazi        | Винаги заедно     |
| 2008   | Aways and Forever | Винаги и завинаги |